# Carla Estrada
Carla Patricia Estrada Güitrón (Ciudad de México, 11 de marzo de 1956), más conocida como Carla Estrada, es una productora de televisión mexicana, específicamente de telenovela y programas de comedia. Es una de las productoras de telenovelas más importantes de América Latina.

## Biografía

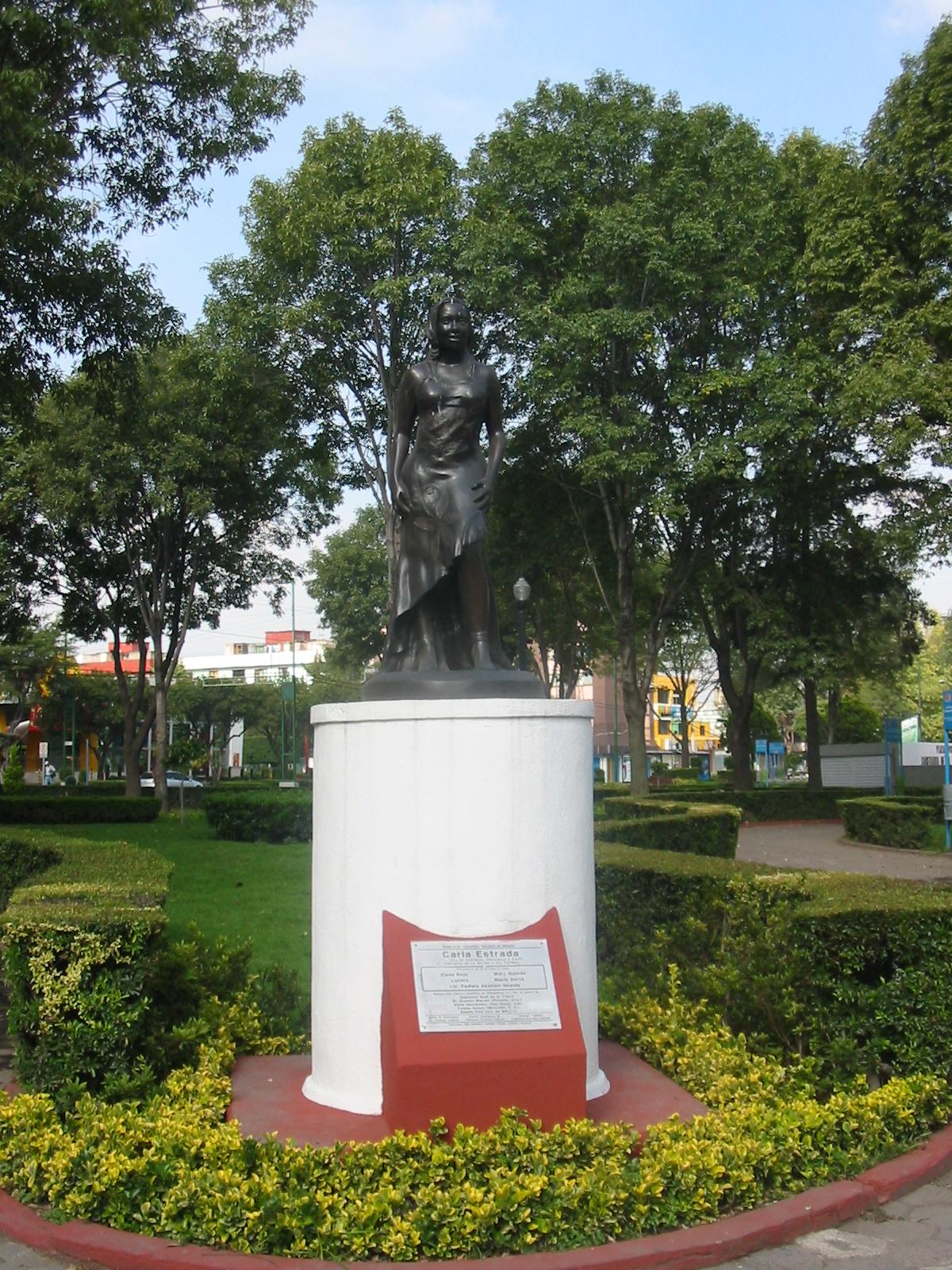
Estatua de Carla Estrada

Inicialmente trabajó con Valentín Pimstein como asistente de cámara en la telenovela Vanessa, y fue preparada sobre todo por el actor y productor de televisión Ernesto Alonso. Fue productora del programa XE-TU junto a Reynaldo López, quien la impulsó. Su primera telenovela fue Pobre juventud, y su primera gran producción fue Amor de nadie, protagonizada por Lucía Méndez. Ha realizado veinte telenovelas, y ha trabajado sobre todo con Adela Noriega (cinco telenovelas) y Lucero (cinco, también). Ha realizado cuatro telenovelas de época: desde Alondra (1995) hasta Pasión (2007). En 2009 produjo Sortilegio, protagonizada por William Levy y Jacqueline Bracamontes. En 2023 recibió un reconocimiento en el Senado de la República por su trayectoria como productora

## Trayectoria

### Telenovelas
Ha producido, entre otras, las siguientes telenovelas:
- Quinceañera
- Amor en silencio
- Amor de nadie
- Los parientes pobres
- De frente al sol
- Alondra
- Lazos de amor
- Te sigo amando
- El privilegio de amar
- El manantial
- Amor real
- Alborada
- Pasión
- Sortilegio

### Programas de humor
También ha destacado por producir programas cómicos:
- Picardía mexicana, conducido por René Casados y Patricia Navidad.
- La Parodia (2002-2007)
- El privilegio de mandar (2004-2006), con Angélica Vale, Arath de la Torre y los Mascabrothers.
- La hora pico (2000-2007)

### Concursos
- Picardía mexicana (1997-2000)

## Productora ejecutiva

### Series
- Gloria Trevi: ellas soy yo (2023) también directora de escena y escritora
- Silvia Pinal, frente a ti (2019) también directora de escena y cámaras
- Por siempre Joan Sebastian (2016)

### Telenovelas
- Sortilegio (2009)
- Pasión (2007-2008)
- Alborada (2005-2006)
- Amor real (2003)
- El manantial (2001-2002)
- Mi destino eres tú (2000)
- El privilegio de amar (1998-1999)
- María Isabel (1997)
- Te sigo amando (1996-1997)
- Lazos de amor (1995-1996)
- Alondra (1995)
- Más allá del puente (1993-1994)
- Los parientes pobres (1993)
- De frente al sol (1992)
- Amor de nadie (1990-1991)
- Cuando llega el amor (1990)
- Amor en silencio (1988)
- Quinceañera (1987-1988)
- Pobre señorita Limantour (1987)
- Pobre juventud (1986)

### Programas musicales
- La vida es mejor cantando (2011), conducido por Adal Ramones

### Programas de variedades
- Hoy (2013-2015)
- Los doctores (2012-2013)

## Premios y nominaciones

### Premios TVyNovelas
Ha recibido los siguientes Premios TVyNovelas:

#### Como productora de telenovelas y series
| Año  | Categoría             | Telenovela                | Resultado |
| ---- | --------------------- | ------------------------- | --------- |
| 2020 | Mejor serie dramática | Silvia Pinal, frente a ti | Ganadora  |
| 2010 | Mejor telenovela      | Sortilegio                | Nominada  |
| 2008 | Mejor telenovela      | Pasión                    | Nominada  |
| 2006 | Mejor telenovela      | Alborada                  | Ganadora  |
| 2004 | Mejor telenovela      | Amor real                 | Ganadora  |
| 2002 | Mejor telenovela      | El manantial              | Ganadora  |
| 1999 | Mejor telenovela      | El privilegio de amar     | Ganadora  |
| 1998 | Mejor telenovela      | María Isabel              | Nominada  |
| 1998 | Mejor telenovela      | Te sigo amando            | Nominada  |
| 1996 | Mejor telenovela      | Lazos de amor             | Ganadora  |
| 1994 | Mejor telenovela      | Los parientes pobres      | Nominada  |
| 1993 | Mejor telenovela      | De frente al sol          | Ganadora  |
| 1990 | Mejor telenovela      | Cuando llega el amor      | Nominada  |
| 1989 | Mejor telenovela      | Amor en silencio          | Ganadora  |
| 1988 | Mejor telenovela      | Quinceañera               | Ganadora  |

- Reconocimiento especial por la bioserie llamada Por siempre Joan Sebastian a Carla Estrada[4][5]

#### Como productora de diversos programas
| Año  | Categoría                            | Programa o serie de televisión | Resultado |
| ---- | ------------------------------------ | ------------------------------ | --------- |
| 2016 | Mejor programa de variedades         | Hoy                            | Ganadora  |
| 2015 | Mejor programa de variedades         | Hoy                            | Ganadora  |
| 2014 | Mejor programa de variedades         | Hoy                            | Ganadora  |
| 2013 | Mejor programa de variedades         | Los Doctores                   | Nominada  |
| 2012 | Mejor programa talento musical       | La vida es mejor cantando      | Nominada  |
| 2007 | Mejor programa de comedia            | El privilegio de mandar        | Nominada  |
| 2007 | Mejor programa de comedia            | La hora pico                   | Nominada  |
| 2007 | Mejor programa de variedades         | La Parodia                     | Ganadora  |
| 2006 | Mejor programa de comedia o serie    | El privilegio de mandar        | Ganadora  |
| 2006 | Mejor programa de comedia o serie    | La hora pico                   | Nominada  |
| 2006 | Mejor programa de variedad o musical | La Parodia                     | Ganadora  |
| 2004 | Mejor programa de variedades         | La Parodia                     | Ganadora  |
| 2004 | Mejor programa de comedia            | La hora pico                   | Nominada  |
| 2003 | Mejor programa de comedia            | La Parodia                     | Ganadora  |

### Premios INTE
| Año  | Categoría          | Trabajo nominado | Resultado |
| ---- | ------------------ | ---------------- | --------- |
| 2003 | Telenovela del año | El manantial     | Nominada  |

### Premios El Heraldo de México
| Año  | Categoría        | Telenovela            | Resultado |
| ---- | ---------------- | --------------------- | --------- |
| 1988 | Mejor telenovela | Quinceañera           | Ganadora  |
| 1996 | Mejor telenovela | Lazos de amor         | Ganadora  |
| 1999 | Mejor telenovela | El privilegio de amar | Ganadora  |
| 2002 | Mejor telenovela | El manantial          | Ganadora  |

### Premios Bravo
| Año  | Categoría        | Telenovela            | Resultado |
| ---- | ---------------- | --------------------- | --------- |
| 2006 | Mejor telenovela | Alborada              | Ganadora  |
| 2004 | Mejor telenovela | Amor real             | Ganadora  |
| 2002 | Mejor producción | El manantial          | Ganadora  |
| 1999 | Mejor telenovela | El privilegio de amar | Ganadora  |
| 1996 | Mejor telenovela | Lazos de amor         | Ganadora  |

### Premios Eres
| Año  | Categoría        | Telenovela            | Resultado |
| ---- | ---------------- | --------------------- | --------- |
| 1999 | Mejor telenovela | El privilegio de amar | Ganadora  |
| 1998 | Mejor telenovela | María Isabel          | Ganadora  |
| 1994 | Mejor producción | Los parientes pobres  | Ganadora  |
| 1991 | Mejor telenovela | Amor de nadie         | Nominada  |

### Premios Palmas de Oro
| Año  | Categoría        | Telenovela            | Resultado |
| ---- | ---------------- | --------------------- | --------- |
| 1988 | Mejor telenovela | Quinceañera           | Ganadora  |
| 1989 | Mejor telenovela | Amor en silencio      | Ganadora  |
| 1996 | Mejor telenovela | Lazos de amor         | Ganadora  |
| 1999 | Mejor telenovela | El privilegio de amar | Ganadora  |
| 2002 | Mejor telenovela | El manantial          | Ganadora  |
| 2004 | Mejor telenovela | Amor real             | Ganadora  |
| 2006 | Mejor telenovela | Alborada              | Ganadora  |

### Premios ACE (Nueva York)
| Año                     | Categoría | Nominados | Resultado |
| ----------------------- | --------- | --------- | --------- |
| 2004                    |           |           |           |
| Mejor programa escénico | Amor Real | Ganadora  |           |

### Premio Harlequin
| Año  | Categoría       | Nominados     | Resultado |
| ---- | --------------- | ------------- | --------- |
| 2003 | Mejor productor | Carla Estrada | Ganadora  |

| Año  | Categoría  | Trabajo   | Resultado |
| ---- | ---------- | --------- | --------- |
| 2004 | Premio VIP | Amor Real | Ganadora  |

### Círculo Nacional de Periodistas en México (Palmas de Oro)
Recibió la Palma de Oro del Círculo Nacional de Periodistas de México:
| Año  | Categoría        | Trabajo   | Resultado |
| ---- | ---------------- | --------- | --------- |
| 2004 | Mejor telenovela | Amor Real | Ganadora  |

### Círculo Nacional de Periodistas en México (Sol de Oro)
Recibió el Sol de Oro del Círculo Nacional de Periodistas de México:
| Año  | Categoría        | Nominados     | Resultado |
| ---- | ---------------- | ------------- | --------- |
| 2004 | Mejor producción | Carla Estrada | Ganadora  |

### Laurel de Oro
En España, recibió el Laurel de Oro:
| Año  | Categoría        | Nominados | Resultado |
| ---- | ---------------- | --------- | --------- |
| 2004 | Mejor telenovela | Amor Real | Ganadora  |

### Premio Principios
Recibió el Premio Principios:
| Año  | Categoría       | Trabajo   | Resultado |
| ---- | --------------- | --------- | --------- |
| 2004 | Premio especial | Amor Real | Ganadora  |

### Califa de Oro
Recibió el Califa de Oro:
| Año  | Categoría        | Telenovela | Resultado |
| ---- | ---------------- | ---------- | --------- |
| 2003 | Mejor telenovela | Amor real  | Ganadora  |
| 2006 | Mejor telenovela | Alborada   | Ganadora  |
| 2007 | Mejor telenovela | Pasión     | Ganadora  |
| 2009 | Mejor productora | Sortilegio | Ganadora  |
| 2009 | Mejor telenovela | Sortilegio | Ganadora  |

### Premios Sol de Oro 2008
| Categoría        | Persona | Resultado |
| ---------------- | ------- | --------- |
| Mejor telenovela | Pasión  | Ganadora  |

### Universidad Autónoma Metropolitana
Recibió un premio especial de la Universidad Autónoma Metropolitana:
| Año  | Categoría       | Trabajo   | Resultado |
| ---- | --------------- | --------- | --------- |
| 2004 | Premio especial | Amor Real | Ganadora  |

### Plaza de las Estrellas
Recibió la Luminaria de Oro de la Plaza de las Estrellas:
| Año  | Categoría        | Nominado(a)   | Resultado |
| ---- | ---------------- | ------------- | --------- |
| 2005 | Luminaria de Oro | Amor Real     | Ganadora  |
| 2005 | Luminaria de Oro | Carla Estrada | Ganadora  |

### Festival Internacional de Cine Las Garzas
Recibió, en el Festival Internacional de Cine Las Garzas:
| Año  | Categoría        | Trabajo   | Resultado |
| ---- | ---------------- | --------- | --------- |
| 2005 | Special Accolade | Amor Real | Ganadora  |

### People en Español
Recibió, en 2010, el premio People en Español:
| Categoría        | Novela     | Resultado |
| ---------------- | ---------- | --------- |
| Mejor telenovela | Sortilegio | Nominada  |
| Mejor refrito    | Sortilegio | Nominada  |

### Televisa 2012
Recibió, en 2012, una medalla de Televisa, por 20 años de carrera como productora.

### Micrófono de Oro
| Año  | Categoría            | Trayectoria                         | Resultado |
| ---- | -------------------- | ----------------------------------- | --------- |
| 2016 | Excelencia Artística | Aportación a la Televisión Mexicana | Ganadora  |